# Skagit (tribu)
Los Skagit son una tribu amerindia que viven en el estado de Washington, Estados Unidos. El idioma de igual nombre es un subdialecto del dialecto Norteño del lushootseed, que pertenece a la familia de lenguajes salishan. En su honor derivan los nombres del Río Skagit, la Bahía de Skagit y el Condado de Skagit derivan de ellos.
- Datos: Q3036334